# Hongcun

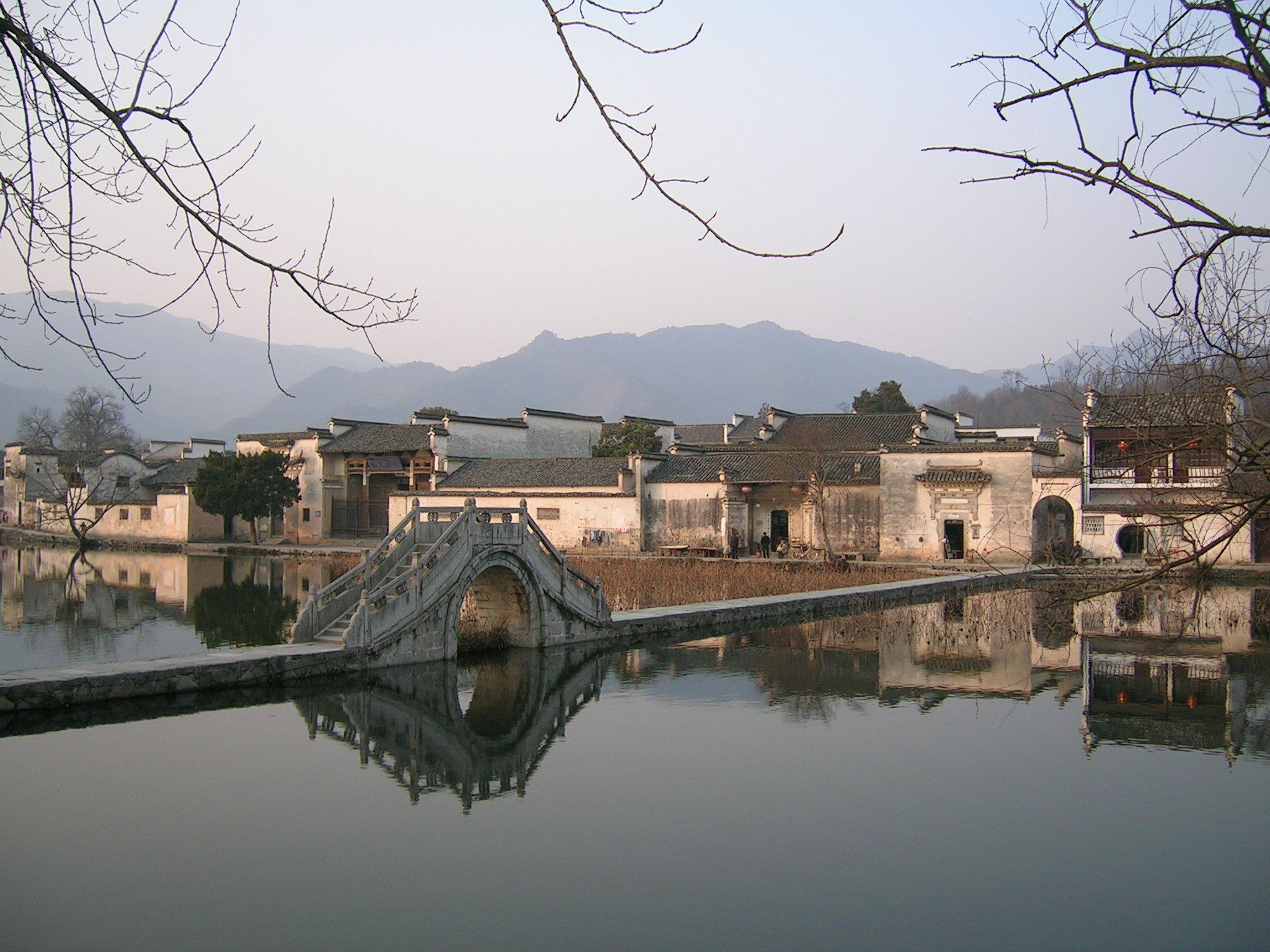
Une vue de Hongcun

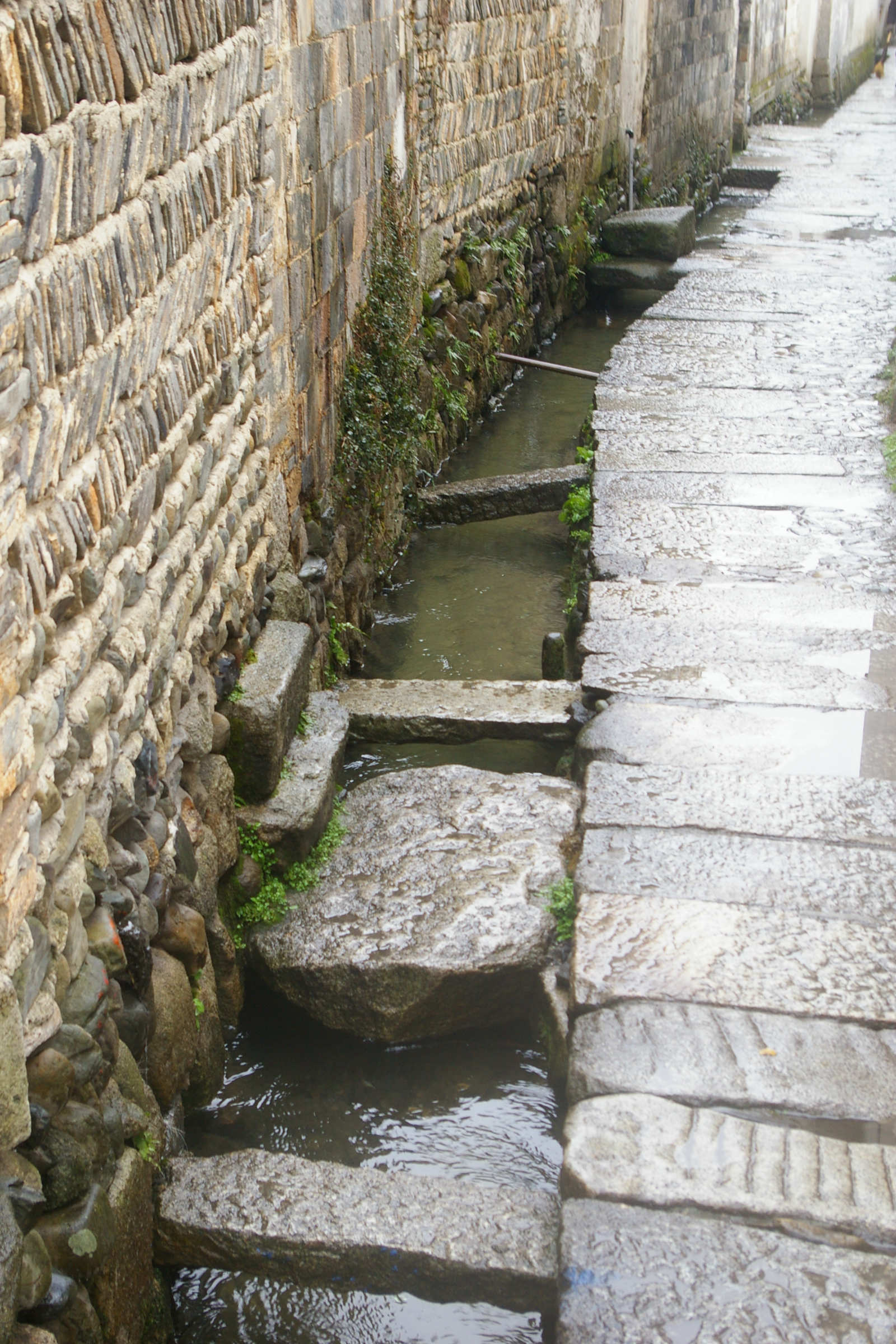
Ruisseau à travers Hongcun

Hongcun (宏村 ; pinyin : Hóngcūn) est un village du sud de la province chinoise de l'Anhui, situé à proximité des pentes sud-ouest du Mont Huangshan. Conjointement avec le village de Xidi, il a été inscrit en 2000 sur la liste du patrimoine mondial de l'UNESCO, sous la dénomination « anciens villages du sud du Anhui ».
Le village fut fondé en 1131, sous la dynastie Song, par deux membres de la famille Wang. Cette famille, qui compta dans ses rangs de nombreux dignitaires et marchands, fut à l'origine de la prospérité du village, et y construisit de magnifiques édifices. Encore aujourd'hui de nombreux habitants du village ont pour nom de famille Wang.
Le village dans son ensemble a la forme d'un bœuf : la Colline de Leigang à l'extrême ouest du village en représente la tête, et les deux arbres qui s'y dressent les cornes. Quatre ponts sur le ruisseau Jiyin font penser à ses quatre pattes, et les maisons du village en forment le corps. Les méandres du ruisseau à travers le village peuvent être vus comme ses intestins, et les lacs comme les diverses poches de son estomac. Le système de circulation de l'eau est conçu de telle sorte que l'eau passe devant chaque maison, ce qui est pratique pour l'usage des habitants et aide à prévenir les incendies.
L'architecture et les décorations sculptées des quelque 150 résidences datant des dynasties Ming et Qing sont parmi les plus remarquables de toute la Chine. L'une des plus vastes résidences ouvertes aux visiteurs, le Pavillon de Chenzhi, abrite un petit musée.
Hongcun a également servi de cadre à une partie du tournage du film Tigre et Dragon.